# Rååbanan
Rååbanan, även känd som Råådalsbanan, är en ca 43 km lång elektrifierad järnvägslinje som går mellan Eslöv och Helsingborg. Anledningen till att banan fått sitt namn är att den delvis följer Råån. Sedan december 2016 trafikeras hela banans sträckning av Skånetrafiken.

## Historia
Banan byggdes av Landskrona & Helsingborgs Järnvägar (L&HJ) 1865, som en bibana till Södra stambanan. I Billeberga delade sig banan; en gren gick till Landskrona och en gren till Helsingborg. Grenen till Landskrona är sedan 1991 uppriven och ersatt med en cykelbana. Järnvägen förstatligades 1938 och elektrifierades 1944.
Lokaltåg i SJs regi kördes sedan på banan fram till 1980-talet. Vagnarna var ofta slitna och banorna till både Landskrona och igenom Råådalen till Helsingborg blev med tiden kraftigt nedslitna. Persontrafiken på banan mellan Billeberga och Landskrona upphörde 1981, medan bandelen mot Helsingborg så småningom kom att få nytt liv tack vare Pågatågen.

## Pågatågen
Efter en lång tid av nedgång för järnvägen satsade Länstrafiken i Malmöhus län, under mitten av 1980-talet, på ett nytt pendeltågsnät, likt det i Stockholm. Man började då köra Pågatåg från Malmö till Helsingborg (via Lund, Kävlinge och Teckomatorp). Pågatågstrafiken blev en så lyckad satsning att man återöppnade stationerna i Tågarp, Vallåkra och i Gantofta.
Banan rustades upp under 2016 för att kunna användas för persontrafik och som omledningsbana. Projektet var delvis finansierat av Eslövs kommun och Region Skåne. Upprustningen medförde att man i december 2016 började köra pågatåg på hela banan och pågatågslinjen går sedan dess via Eslöv och inte via Kävlinge, med en ny hållplats i Marieholm som ligger mellan Teckomatorp och Eslöv. Sistnämnda bansträcka kallas även Marieholmsbanan.

## Västkustbanan

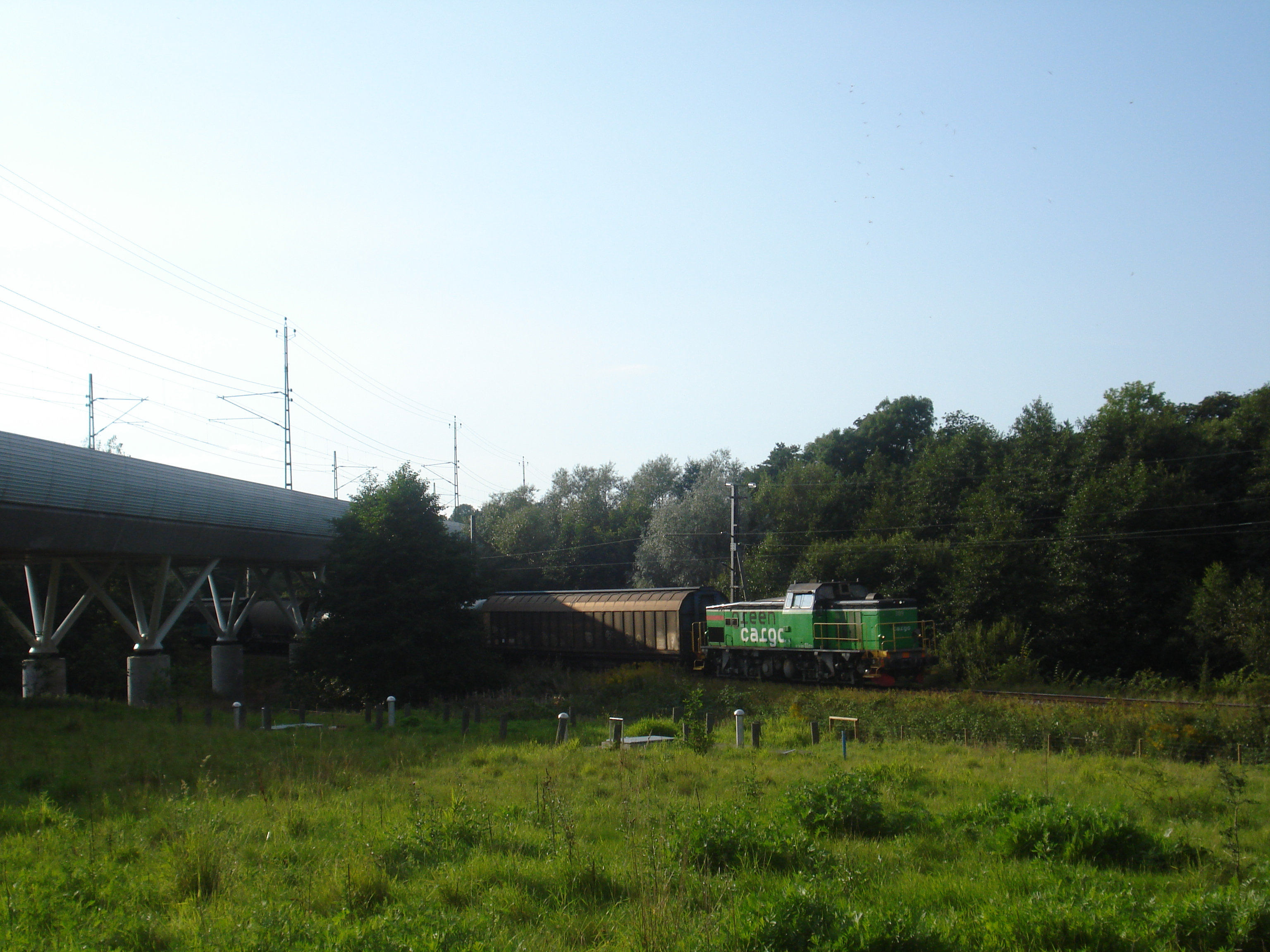
Ett godståg på Rååbanan passerar under Västkustbanan.

Mellan 1991 och 2001 räknades banan mellan Teckomatorp och Helsingborg som en del av Västkustbanan.
1991 invigdes Nya Helsingborg C, samtidigt började SJ leda om sina fjärrtåg via Helsingborg. När den nya dubbelspåriga banan Kävlinge - Landskrona - Helsingborg färdigställts (2001) började fjärrtågen köra den vägen istället. Banan byggdes för brant för lastade godståg (detta för att komma över Glumslövs backar), och dessa använder fortfarande Rååbanan samt Godsstråket genom Skåne.

## Banbeskrivning
Från Eslöv viker järnvägen av västerut från stationen och går även här rakt igenom det öppna jordbrukslandskapet och genomkorsar Marieholm. I Teckomatorp korsar banan Godsstråket genom Skåne. Då Billeberga passerats viker järnvägen av mot nordväst, och kommer, ett par kilometer in i den natursköna Råådalen. Banan följer denna nästan fram till Helsingborg.

## Trafikplatser
- Eslöv stn, anslutande linjer mot Lund och Hässleholm (Södra stambanan), resandeutbyte
- Marieholms stn, resandeutbyte fr.o.m. december 2016.
- Teckomatorp stn, - anslutande linjer mot Kävlinge och Åstorp (Godsstråket genom Skåne), resandeutbyte
- Billeberga stn, resandeutbyte
- Tågarps stn, resandeutbyte
- Vallåkra stn, resandeutbyte
- Gantofta stn, resandeutbyte
- Helsingborgs godsbangårds stn (i tidtabeller, skyltning och andra resenärssammanhang kallad Ramlösa station) anslutande linjer mot Landskrona (Västkustbanan) och Åstorp (Skånebanan), resandeutbyte
- Helsingborg C, anslutande linjer mot Ängelholm och Åstorp, resandeutbyte